# Anju Angelow

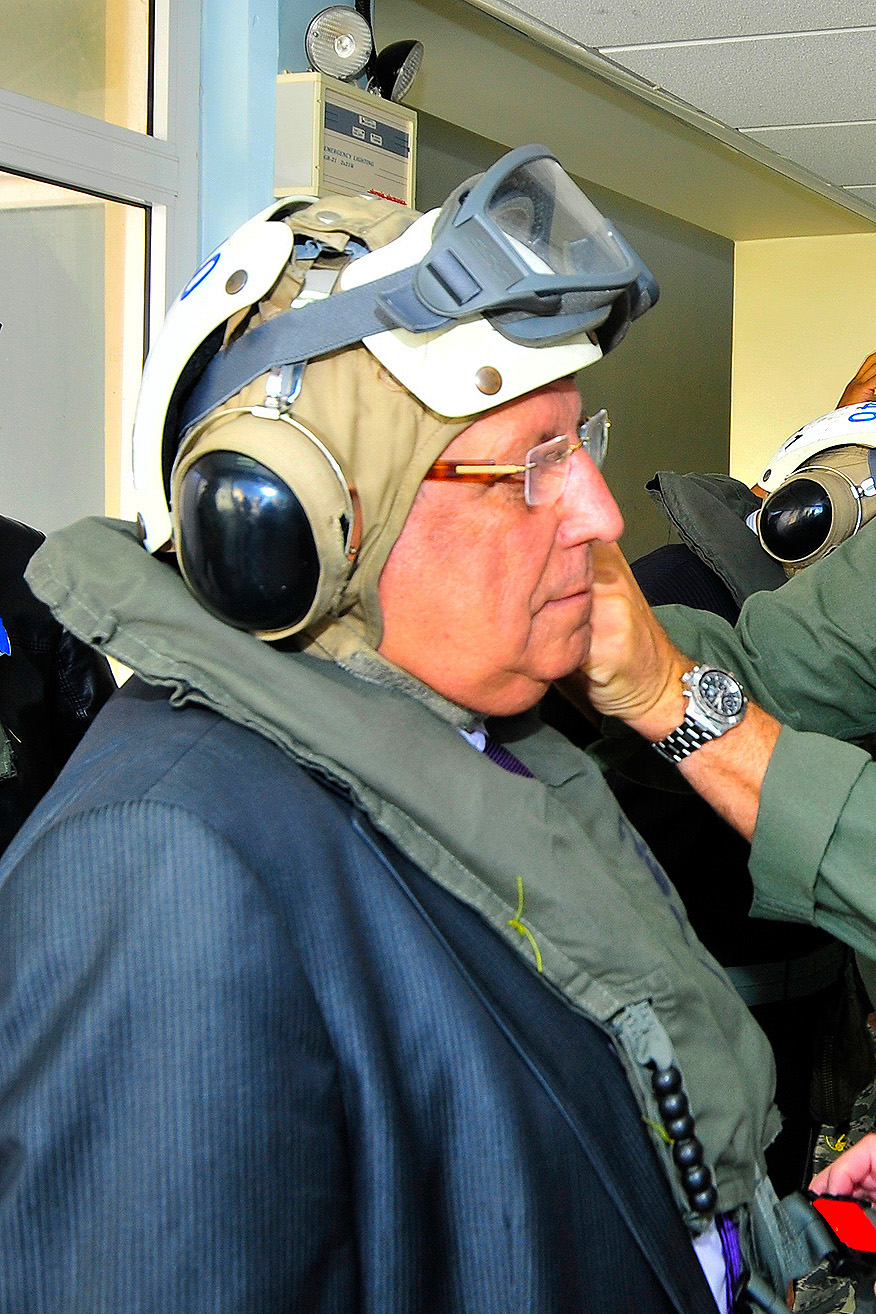

Anju Zaprjanow Angelow (auch Anyu Zapyanov Angelov geschrieben, bulgarisch Аню Запрянов Ангелов; * 22. Dezember 1942 in Chaskowo, Bulgarien) ist ein bulgarischer General der Reserve und Politiker der Partei GERB. Von 2010 bis 2013 war er Verteidigungsminister des Landes.

## Leben
Anju Angelow wurde am 22. Dezember 1942 in der südbulgarische Stadt Chaskowo geboren. Zwischen 1992 und 1994 war Angelow stellvertretender Befehlshaber des bulgarischen Heeres. Von 1994 bis 1997 war er stellvertretender Befehlshaber des bulgarischen Generalstabs und in der Zeit danach bis 2000 Militärattaché in Großbritannien. Ab 2000 bis 2002 war Angelow Direktor der bulgarischen Militärakademie „Georgi Sawa Rakowski“. Nach dem Sieg der Partei GERB bei den Parlamentswahlen 2009 wurde Angelow zunächst stellvertretender Verteidigungsminister unter Nikolaj Mladenow. Nach einer Regierungsumbildung Anfang 2010 wurde Mladenow Außenminister und Angelow am 27. Januar zum Verteidigungsminister vereinigt.